# Storbritanniens minister för Nordirland
Storbritanniens minister för Nordirland är en ministerpost i Storbritanniens regering. Den inrättades den 24 mars 1972.

## Innehavare
| Namn                | Ämbetsperiod (start) | Ämbetsperiod (slut) | Parti       |
| ------------------- | -------------------- | ------------------- | ----------- |
| William Whitelaw    | 24 mars 1972         | 2 december 1973     | Konservativ |
| Francis Pym         | 2 december 1973      | 4 mars 1975         | Konservativ |
| Merlyn Rees         | 5 mars 1975          | 10 september 1976   | Labour      |
| Roy Mason           | 10 september 1976    | 4 maj 1979          | Labour      |
| Humphrey Atkins     | 5 maj 1979           | 14 september 1981   | Konservativ |
| James Prior         | 14 september 1981    | 11 september 1984   | Konservativ |
| Douglas Hurd        | 11 september 1984    | 3 september 1985    | Konservativ |
| Tom King            | 3 september 1985     | 24 juli 1989        | Konservativ |
| Peter Brooke        | 24 juli 1989         | 10 april 1992       | Konservativ |
| Patrick Mayhew      | 10 april 1992        | 2 maj 1997          | Konservativ |
| Mo Mowlam           | 3 maj 1997           | 11 oktober 1999     | Labour      |
| Peter Mandelson     | 11 oktober 1999      | 24 januari 2001     | Labour      |
| John Reid           | 25 januari 2001      | 24 oktober 2002     | Labour      |
| Paul Murphy         | 24 oktober 2002      | 6 maj 2005          | Labour      |
| Peter Hain          | 6 maj 2005           | 27 juni 2007        | Labour      |
| Shaun Woodward      | 27 juni 2007         | 11 maj 2010         | Labour      |
| Owen Paterson       | 12 maj 2010          | 4 september 2012    | Konservativ |
| Theresa Villiers    | 4 september 2012     | 14 juli 2016        | Konservativ |
| James Brokenshire   | 14 juli 2016         | 8 januari 2018      | Konservativ |
| Karen Bradley       | 8 januari 2018       | 24 juli 2019        | Konservativ |
| Julian Smith        | 24 juli 2019         | 13 februari 2020    | Konservativ |
| Brandon Lewis       | 13 februari 2020     | 7 juli 2022         | Konservativ |
| Shailesh Vara       | 7 juli 2022          | 6 september 2022    | Konservativ |
| Chris Heaton-Harris | 6 september 2022     | 5 juli 2024         | Konservativ |
| Hilary Benn         | 5 juli 2024          | nuvarande           | Labour      |